# Гексолы
Гексанол — химическое соединение.

## Внешний вид
Твердый продукт в форме чешуек или не пылящих кристаллов от белого до коричневого цвета.

## Применение
В шинной и резинотехнической промышленности в качестве многофункционального модификатора резиновых смесей, активатора вулканизации бутилкаучука.

## Свойства
Малоопасное (4 класс опасности), трудно-горючее химическое вещество.